# Shaggy Rogers
Norville Billy Rogers Bouregar (apelidado no original e em Portugal Shaggy, e Salsicha no Brasil) (Tampa, 26 de julho de 1967) é um personagem do desenho animado Scooby-Doo. Magro, alto, de pele pálida e com cabelos castanhos claros, Salsicha é o dono medroso de Scooby-Doo. É o mais velho da turma conforme foi dito no filme Scooby-Doo! O Mistério Começa. Salsicha e Scooby são parceiros inseparáveis. Ele odeia seu nome e prefere ser chamado de Shaggy ("Salsicha" no Brasil).

## Personagem
Magro, ruivo e com um cavanhaque, geralmente usando uma camiseta verde e uma calça bordô. Em Os Treze Fantasmas do Scooby-Doo e outras filmagens iniciais, Salsicha usa uma camiseta vermelha e uma calça azul (o mesmo vestuário é usado por sua versão virtual no filme Scooby-Doo e a Caçada Virtual de 2001).

## Dubladores

### Original
Salsicha tem sua voz original criada por Casey Kasem, que continuou no papel por 29 anos. Billy West e Scott Innes (que também dublou Scooby por um tempo), brevemente, assumiu o papel em vários dos filmes produzidos no final dos anos de 1990 e início de 2000. Em 2002, Kasem voltou para o papel de dublador de Salsicha para a série O que há de novo, Scooby-Doo (What's New, Scooby-Doo?), bem como a todos os filmes animados feitos de 2003 até 2009.
- Casey Kasem (1969-1997, 2002-2009)
- Billy West (1998)
- Scott Innes (1999-2002)
- Scott Menville (2005-2008)
- Matthew Lillard (2002 e 2004 nos filmes de live action, de 2005 até hoje no Frango Robô, de 2010 até hoje dublando)
- Nick Palatas (Scooby-Doo! O Mistério Começa (2009), Scooby-Doo! A Maldição do Monstro do Lago (2010)

### Versão brasileira
- Mário Monjardim (maioria dos desenhos, e também os filmes de 2002 e 2004)[1]
- Orlando Prado (Os 13 fantasmas de Scooby Doo, Scooby Doo e o Lobisomem, Pequeno Scooby Doo - Telecine)
- Marco Ribeiro (Uma Noite das Arábias, Os Irmãos Boo - Redublagem)
- Tatá Guarnieri (Os Ho-Ho Olímpicos)
- Wendel Bezerra (Scooby-Doo e o Fantasma da Bruxa - TV Group Digital)
- Manolo Rey (O Mistério Começa)
- Mckeidy Lisita (Voz atual desde 2013; desde a 4a temporada de Scooby Doo Mistério S.A)
- Fernando Mendonça (Scooby! - O Filme, MultiVersus)

### Versão portuguesa
- André Maia (Scooby-Doo: O Filme)
- Renato Godinho (Scooby-Doo 2: Monstros à Solta e O Que há de Novo Scooby Doo)
- Tiago Retrê (Voz atual. Scooby-Doo Mistério S.A, Be Cool Scooby-Doo!, Scooby-Doo and Guess Who? e ainda os live actions O Mistério Começa e A Maldição do Monstro do Lago)

## No cinema
O desenho Scooby-Doo teve várias adaptações para o cinema live-Action. O primeiro foi vivido por Matthew Lillard, nos filmes Scooby-Doo e Scooby-Doo 2: Monstros à Solta. Mas nos filmes Scooby-Doo! O Mistério Começa e Scooby-Doo e a Maldição do Monstro do Lago foi vivido por Nick Palatas, pois esses filmes mostravam a vida da Mistério S/A na juventude.

## Outras aparições
Salsicha aparece como um personagem jogável, junto com Scooby, no jogo eletrônico crossover Lego Dimensions. O personagem vem junto com a Máquina do Mistério. Matthew Lillard reprisa seu papel no jogo.
A aparência do personagem como um lutador habilidoso e audacioso, enquanto em um estado hipnotizado em Scooby-Doo! Legend of the Phantosaur, tornou-se o tema de um meme de internet em 2017 quando o usuário do YouTube Midya carregou o vídeo "Ultra Instinct Shaggy", justapondo uma cena do filme onde Salsicha derrotou uma gangue de motoqueiros com "Kyūkyoku no Battle" de Akira Kushida, parte da trilha sonora de Dragon Ball Super, mais tarde gerando inúmeras representações de fãs de Salsicha como um super-humano. O meme também levou a uma petição no Change.org para adicioná-lo como um personagem descarregável em Mortal Kombat 11, o que chamou a atenção do co-criador da série Mortal Kombat, Ed Boon, e de Matthew Lillard.
Mais tarde, em 2019, outro meme da internet apareceu, retratando Salsicha como tendo poderes divinos. Capturas de tela de entrevistas dos bastidores do filme de 2002 foram legendadas com texto mostrando o "imenso poder" que Salsicha pretendia usar no set. Matthew Lillard respondeu no Twitter, primeiro com uma recepção negativa e, depois, uma mais positiva.